# Рапід-Веллі (Південна Дакота)
Рапід-Веллі (англ. Rapid Valley) — переписна місцевість (CDP) в США, в окрузі Пеннінґтон штату Південна Дакота. Населення — 8098 осіб (2020).

## Географія
Рапід-Веллі розташований за координатами 44°4′32″ пн. ш. 103°7′29″ зх. д. / 44.07556° пн. ш. 103.12472° зх. д. (44.075551, -103.124788).  За даними Бюро перепису населення США в 2010 році переписна місцевість мала площу 19,28 км², з яких 19,27 км² — суходіл та 0,01 км² — водойми. В 2017 році площа становила 16,99 км², уся площа — суходіл.

## Демографія
Згідно з переписом 2010 року, у переписній місцевості мешкало 8260 осіб у 2987 домогосподарствах у складі 2255 родин. Густота населення становила 428 осіб/км².  Було 3101 помешкання (161/км²).
Расовий склад населення:
| - 90,0 % — білих - 4,2 % — корінних американців - 0,9 % — азіатів - 0,7 % — чорних або афроамериканців - 0,1 % — вихідців з тихоокеанських островів |

До двох чи більше рас належало 3,5 %. Частка іспаномовних становила 3,2 % від усіх жителів.
За віковим діапазоном населення розподілялося таким чином: 28,3 % — особи молодші 18 років, 64,2 % — особи у віці 18—64 років, 7,5 % — особи у віці 65 років та старші. Медіана віку мешканця становила 32,7 року. На 100 осіб жіночої статі у переписній місцевості припадало 101,7 чоловіків;  на 100 жінок у віці від 18 років та старших — 100,2 чоловіків також старших 18 років.
Середній дохід на одне домашнє господарство  становив 65 667 доларів США (медіана — 58 814), а середній дохід на одну сім'ю — 69 375 доларів (медіана — 63 521). Медіана доходів становила 40 401 долар для чоловіків та 29 020 доларів для жінок. За межею бідності перебувало 4,3 % осіб, у тому числі 5,6 % дітей у віці до 18 років та 10,2 % осіб у віці 65 років та старших.
Цивільне працевлаштоване населення становило 4549 осіб. Основні галузі зайнятості: освіта, охорона здоров'я та соціальна допомога — 20,8 %, роздрібна торгівля — 14,7 %, науковці, спеціалісти, менеджери — 11,2 %, мистецтво, розваги та відпочинок — 8,0 %.